# Bezirk Reutte
Der Bezirk Reutte ist ein politischer Bezirk des österreichischen Bundeslandes Tirol, er ist mit der Region Außerfern deckungsgleich.

## Geografie
Der Bezirk umfasst 1.236,66 km², diese erstrecken sich über das Lechtal, das Tannheimer Tal und das so genannte Zwischentoren zwischen Reutte und dem Fernpass. An Gebirgen hat der Bezirk Anteil an den Lechtaler Alpen, Wettersteingebirge, Allgäuer Alpen (u. a. Tannheimer Berge) und den Ammergauer Alpen. Das Gebiet grenzt im Norden an die bayerischen Landkreise Oberallgäu, Ostallgäu und Garmisch-Partenkirchen, im Süden an die Bezirke Landeck und Imst und im Westen an die Vorarlberger Bezirke Bregenz und Bludenz.
Bedeutende Seen sind Plansee, Heiterwanger See, Haldensee, Urisee und Vilsalpsee.

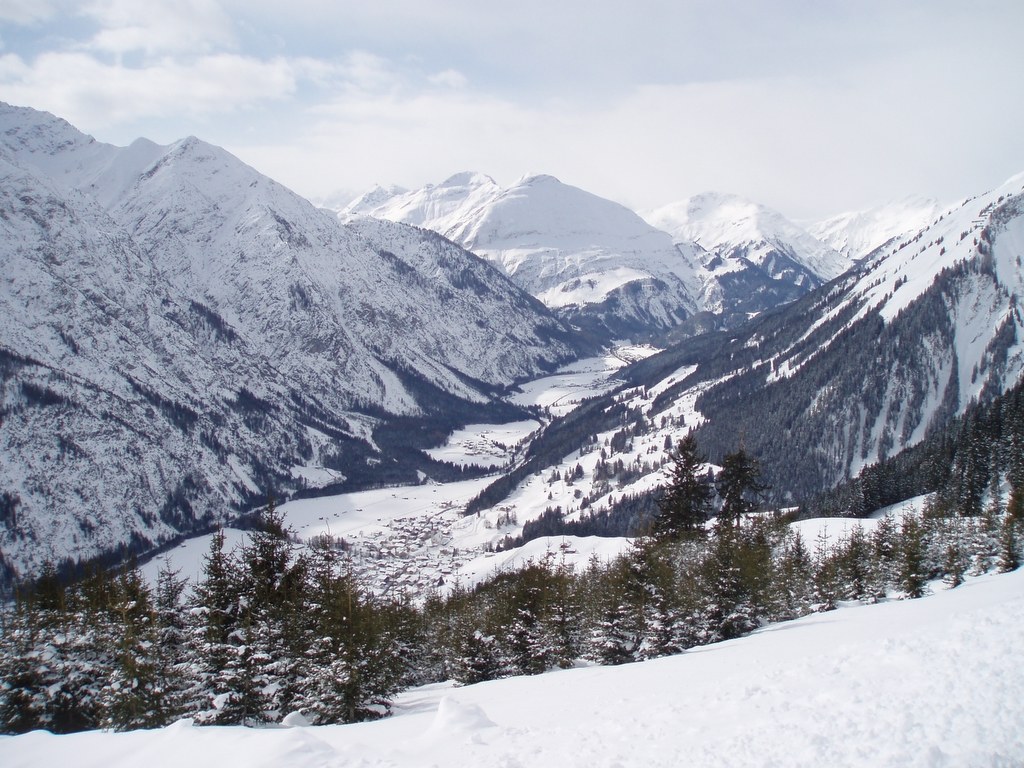
Das obere Lechtal von der Bergstation der Lechtaler Bergbahn
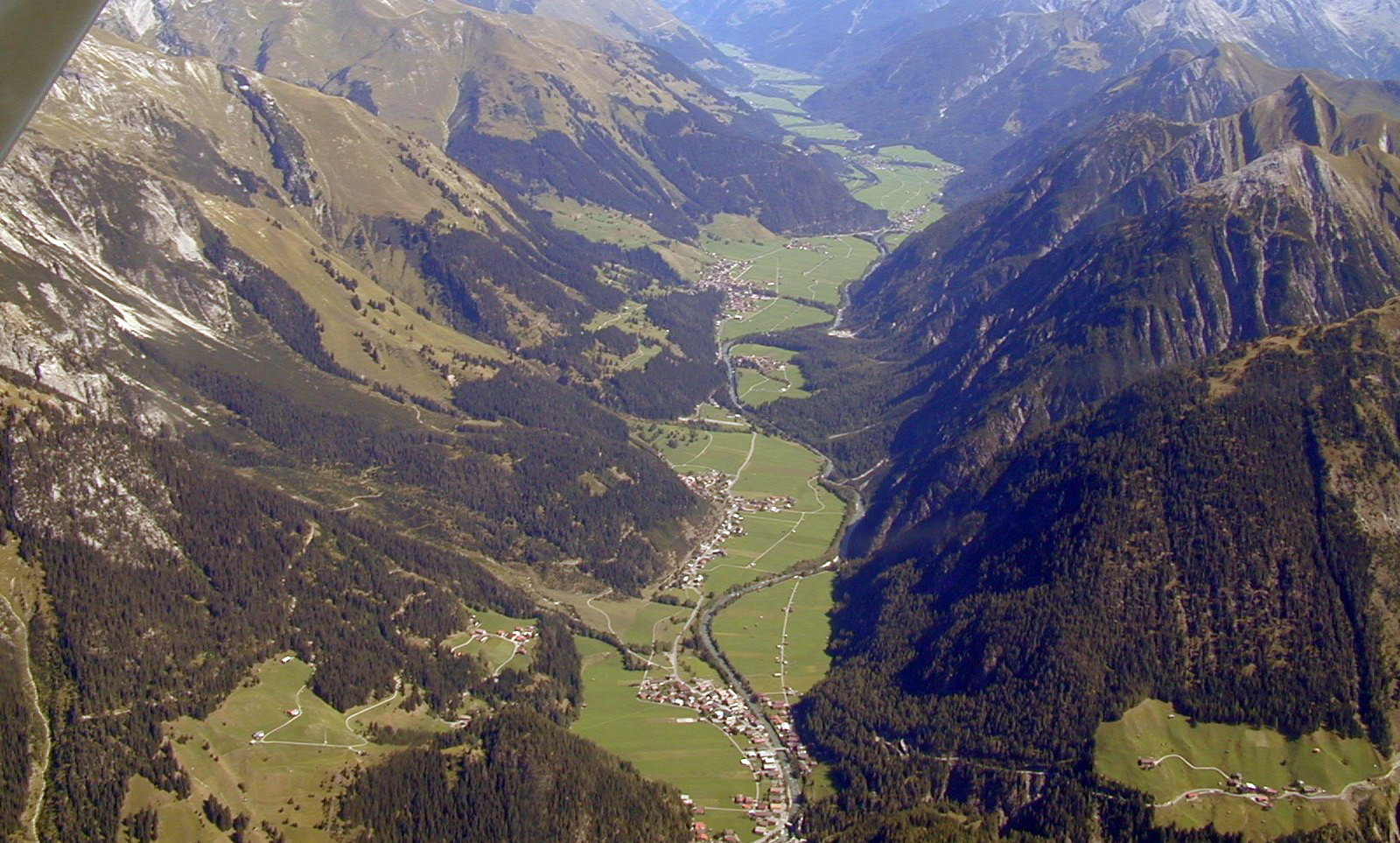
Oberes Lechtal bei Steeg, Hägerau, Holzgau
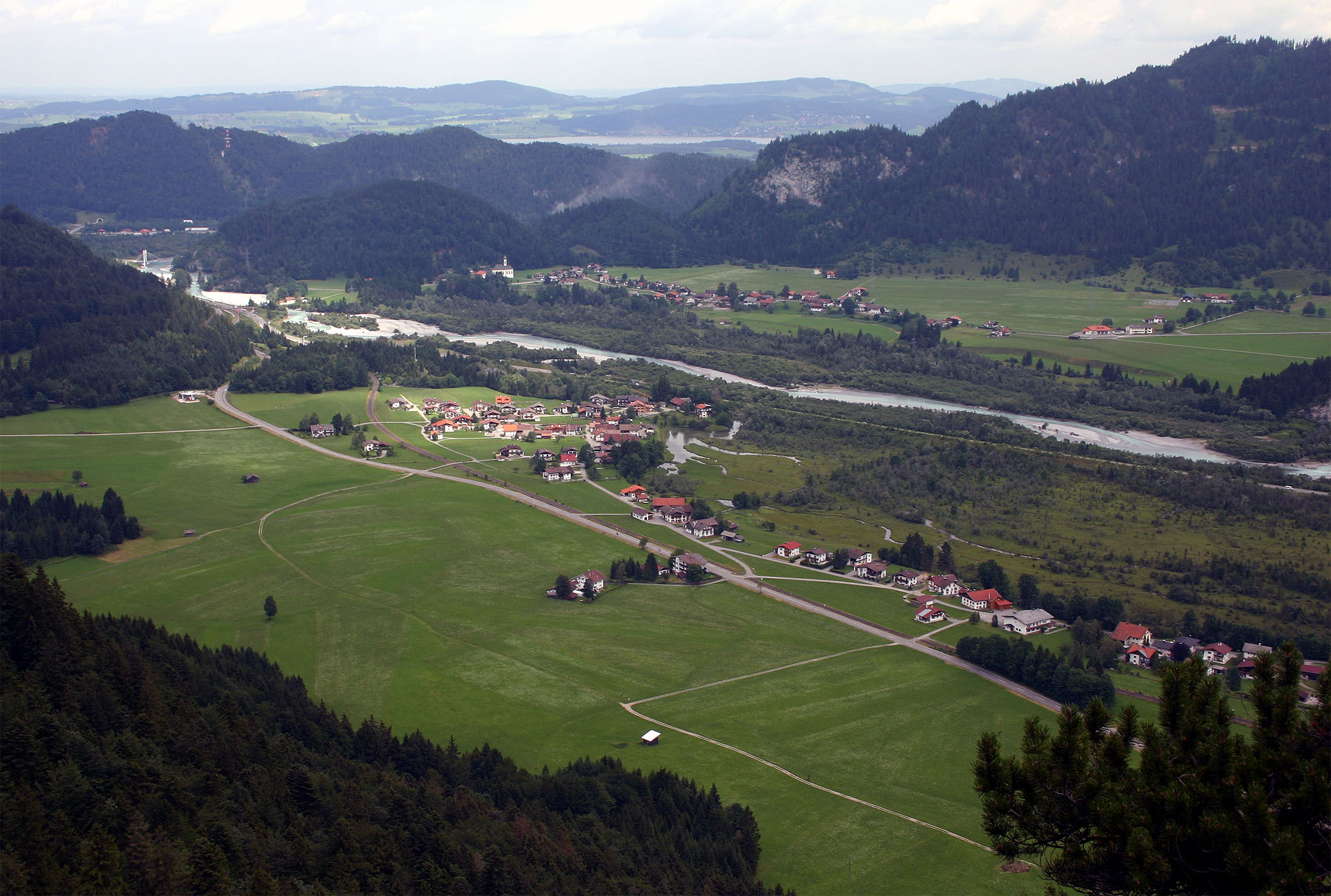
Unterer Lech-Verlauf bei Musau
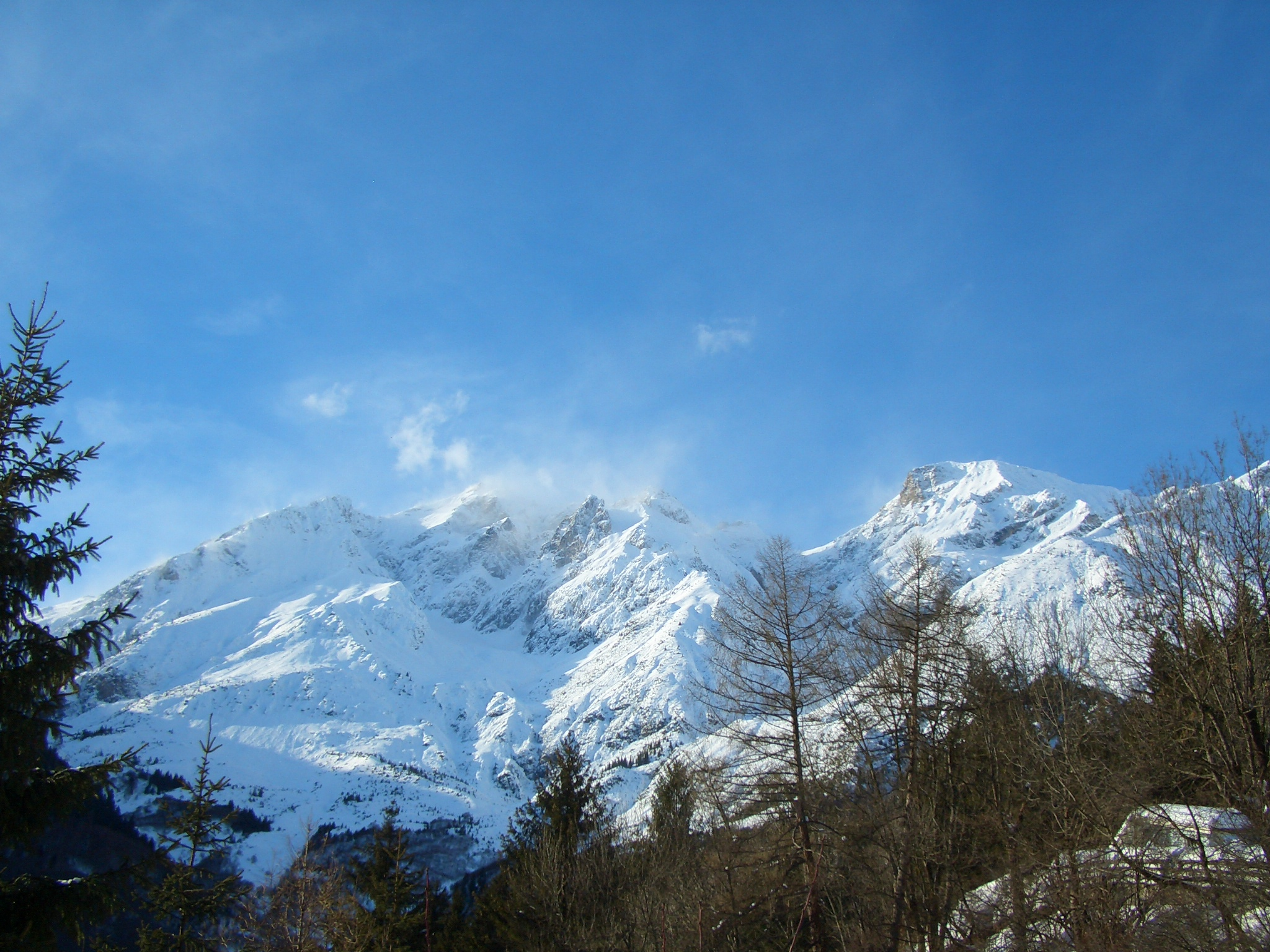
Lechtaler Alpen

## Geschichte

### Zur Wortherkunft „Außerfern“
Vermutlich leitet sich der Name von „Außer dem Fern“ (Fernpass) ab. Außer- und Inner- sind im Tirolerischen häufige beschreibende Zusätze zu einem Tal und unterscheiden zwischen dem Taleingang und den hinteren Talbereichen, oder zwischen dem Talabschnitt vom Hauptort des Tales flussabwärts und den Bereichen bergeinwärts, oder einfach die Richtungen talein- und auswärts. „Außerfern“ bezeichnet also möglicherweise das Tal bis zum historischen Anstieg zum Fernpass. Weit verbreitet ist heute allerdings die Auffassung, dass mit dem Gebiet „außer dem Fern“ der Bereich Tirols gemeint ist, der (betrachtet vom Rest des Landes) außerhalb, also jenseits, des Fernpasses liegt.

### Regionsgeschichte
Das Gebiet wurde ab dem 10. Jahrhundert entlang der Via Claudia Augusta von Alamannen besiedelt und kam Ende des 13. Jahrhunderts durch Herzog Meinhard im Zuge der Territorialisierung des Heiligen Römischen Reichs zur Grafschaft Tirol, wobei aber die engen wirtschaftlichen und kulturellen Beziehungen zum Allgäuer Raum bestehen blieben. So war das Außerfern lange Zeit kirchlich dem Bistum Augsburg unterstellt, das hier bereits 1059 durch König Heinrich IV. mit dem Wildbann auch wichtige Hoheitsrechte übertragen bekommen hatte. Zu dieser Orientierung trugen auch die günstigeren Verkehrsverbindungen ins Allgäu und nach Oberbayern bei, während es nur eine wintersichere Verbindung ins Inntal gab, nämlich den Fernpass.

## Wirtschaft und Infrastruktur

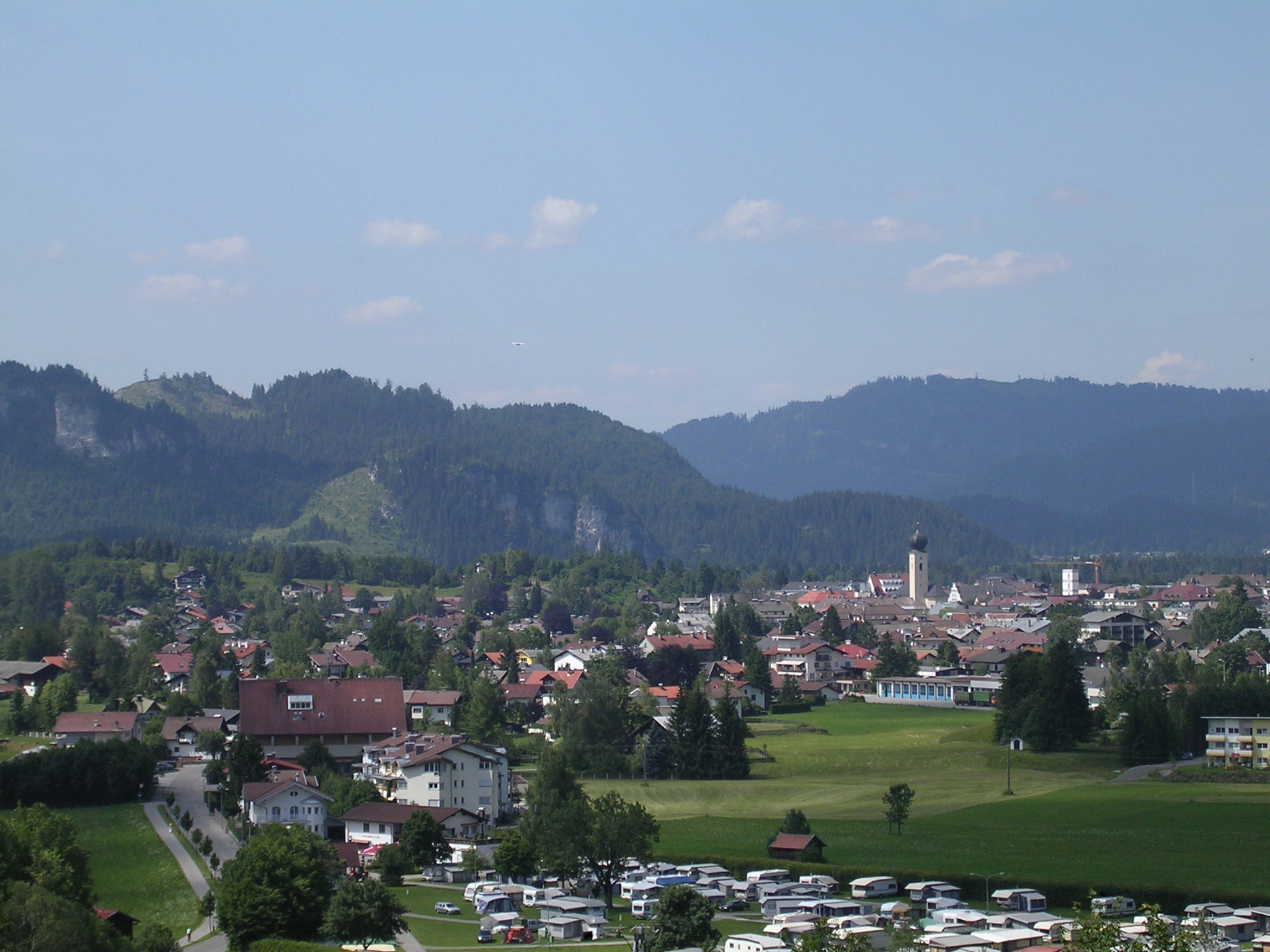
Reutte

Der Tourismus ist eine wichtige Einnahmequelle, denn der eher karge und hochgelegene Boden ist schwer zu bewirtschaften, es besteht aber ein gewisses Maß an Milchwirtschaft. Daneben spielen die Industrie und das Gewerbe vor allem im mittleren Lechtal und im Reuttener Becken eine Rolle.
Der Bezirk bildet einen geschlossenen Arbeitsmarkt und hat einen vergleichsweise geringen Aus- und Einpendleranteil aus anderen Regionen.
Im Bereich der Dienstleistung dominiert der Tourismus, vor allem in den Gebieten Zugspitze, Tannheimer Tal, Plansee, Lechtal und Seitentäler. Größere Industriezentren sind Reutte, Elbigenalp, Höfen und Vils, bedeutende Produktionsbetriebe sind in den Bereichen Metallindustrie und Bauwirtschaft zu finden.
Die Tiroler Zugspitz Arena mit den Skigebieten Ehrwalder Alm in Ehrwald und Grubigstein in Lermoos sowie die Skischaukel Bichlbach/Berwang bieten die Grundlage für den Tourismus im Außerfern. Mit über 800.000 Nächtigungen in der Wintersaison 2017/18 ist sie eine der Top-20-Wintertourismusregionen in Tirol. Bedeutenden Tourismus gibt es ebenso im Tannheimer Tal. Der Naturpark Tiroler Lech mit dem Lech als einem der letzten Naturflüsse Europas, verbunden mit der Vielzahl an sportlichen Möglichkeiten, ist ebenso von touristischer Bedeutung.

### Verkehr
Hauptverbindung ins übrige Tirol ist der Fernpass.  Durch das Außerfern führt die B179 Fernpassstraße vom Fernpass bis zur deutschen Grenze bei Vils. Die B179 gilt als wichtige Transit- und Urlauberstrecke. Gerade an Ferienwochenenden sind kilometerlange Staus keine Seltenheit. Die Tendenz zur Ausweitung dieser Verkehrsproblematik über die Ferienwochenenden hinaus ist in den letzten Jahren stark zu erkennen. Über die Lechtalstraße B198 gelangt man von Reutte durch das Lechtal bis nach Vorarlberg.
Auf der Außerfernbahn ist das Gebiet ab Garmisch-Partenkirchen oder Kempten (Allgäu) auf der Schiene zu erreichen.

## Kultur

### Sprachliche Eigenheit
In sprachlicher Hinsicht herrscht eine Mischform aus Schwäbisch bzw. Alemannisch und Bairisch vor, wobei sich der gesprochene Dialekt oft von Tal zu Tal und von Ort zu Ort unterscheidet. Die von Oberbayern und vom Inntal her besiedelten Gebiete wie das Ehrwalder Becken und die Nebentäler des Lechtals haben sprachlich Ähnlichkeit mit den Dialekten des Oberinntals, während in der Gegend um Reutte, in Vils und im Tannheimer Tal ein schwäbisch-alemannischer Dialekt dominiert und im oberen Lechtal um Steeg, das von Vorarlberg her über den Arlbergpass von Walsern besiedelt wurde, höchstalemannische Dialekte gesprochen werden.

### Sport
Durch die geographischen Gegebenheiten spielte der Wintersport im Außerfern seit jeher eine große Rolle. Der Bezirk ist Heimat einiger Skirennläufer wie Nicole Hosp, Harti Weirather, Josef Pechtl, Walter Schuster, Josef Strobl, sowie Josef Rieder.
Im Bezirkshauptort Reutte ist der SV Reutte mit seinen 17 Zweigvereinen der größte Sportverein des Bezirks. Der Verein ist vor allem für seine Fußballabteilung, die zeitweise in der viertklassigen Tiroler Liga spielte, sowie die erfolgreiche Leichtathletikabteilung bekannt.
Weiters ist der Squash Club Red Bull Reutte in der Stadt Reutte ansässig. Der Club besteht seit 1981 und durfte insgesamt viermal den österreichischen Staatsmeistertitel (1992, 1994, 1995 und 1997) feiern. Dazu kam die viermalige Teilnahme am Europacup mit dem Vize-Europameistertitel 1997 in Portugal.

## Raumplanung

### NUTS-Gliederung: AT331
In der für die amtliche Statistik der EU geführte NUTS-Gliederung ist Außerfern eine der fünf Gruppen von Bezirken (Ebene NUTS:AT-2) in Tirol, trägt den Code AT331 und umfasst den politischen Bezirk Reutte.

### Regionalplanung
Heute ist der Begriff insbesondere als Regionalentwicklung Außerfern genutzt – die Region ist Teil der Europaregionen Tirol-Südtirol-Trentino, EUREGIO Via Salina und Zugspitze-Wetterstein-Karwendel.

## Angehörige Gemeinden
Der Bezirk Reutte umfasst 37 Gemeinden, darunter die Städte Vils und Reutte und keine Marktgemeinde. Die Einwohnerzahlen stammen vom 1. Jänner 2025.

Gemeinden des Bezirks Reutte

Regionen sind Tiroler Planungsverbände (Stand: Juli 2025)
| Gemeinde           | Lage | Ew    | km²    | Ew / km² | Gerichtsbezirk | Region              | Typ             | Foto | Metadaten         |
| ------------------ | ---- | ----- | ------ | -------- | -------------- | ------------------- | --------------- | ---- | ----------------- |
| Bach               |      | 658   | 56,86  | 12       | Reutte         | Oberes Lechtal      | Gemeinde        | ja   | Gem.Kennz.: 70801 |
| Berwang            |      | 630   | 42,72  | 15       | Reutte         | Zwischentoren       | Gemeinde        | ja   | Gem.Kennz.: 70802 |
| Biberwier          |      | 665   | 29,42  | 23       | Reutte         | Zwischentoren       | Gemeinde        | ja   | Gem.Kennz.: 70803 |
| Bichlbach          |      | 794   | 30,64  | 26       | Reutte         | Zwischentoren       | Gemeinde        | ja   | Gem.Kennz.: 70804 |
| Breitenwang        |      | 1.440 | 19,00  | 76       | Reutte         | Reuttener Talkessel | Gemeinde        | ja   | Gem.Kennz.: 70805 |
| Ehenbichl          |      | 839   | 7,28   | 115      | Reutte         | Reuttener Talkessel | Gemeinde        | ja   | Gem.Kennz.: 70806 |
| Ehrwald            |      | 2.620 | 49,44  | 53       | Reutte         | Zwischentoren       | Gemeinde        | ja   | Gem.Kennz.: 70807 |
| Elbigenalp         |      | 882   | 33,09  | 27       | Reutte         | Oberes Lechtal      | Gemeinde        | ja   | Gem.Kennz.: 70808 |
| Elmen              |      | 394   | 29,63  | 13       | Reutte         | Oberes Lechtal      | Gemeinde        | ja   | Gem.Kennz.: 70809 |
| Forchach           |      | 258   | 14,26  | 18       | Reutte         | Oberes Lechtal      | Gemeinde        | ja   | Gem.Kennz.: 70810 |
| Grän               |      | 639   | 20,92  | 31       | Reutte         | Tannheimer Tal      | Gemeinde        | ja   | Gem.Kennz.: 70811 |
| Gramais            |      | 43    | 32,44  | 1,3      | Reutte         | Oberes Lechtal      | Gemeinde        | ja   | Gem.Kennz.: 70812 |
| Häselgehr          |      | 696   | 50,62  | 14       | Reutte         | Oberes Lechtal      | Gemeinde        | ja   | Gem.Kennz.: 70813 |
| Heiterwang         |      | 555   | 35,73  | 16       | Reutte         | Zwischentoren       | Gemeinde        | ja   | Gem.Kennz.: 70814 |
| Hinterhornbach     |      | 89    | 50,55  | 1,8      | Reutte         | Oberes Lechtal      | Gemeinde        | ja   | Gem.Kennz.: 70815 |
| Höfen              |      | 1.287 | 8,36   | 154      | Reutte         | Reuttener Talkessel | Gemeinde        | ja   | Gem.Kennz.: 70816 |
| Holzgau            |      | 386   | 36,05  | 11       | Reutte         | Oberes Lechtal      | Gemeinde        | ja   | Gem.Kennz.: 70817 |
| Jungholz           |      | 299   | 7,06   | 42       | Reutte         | Tannheimer Tal      | Gemeinde        | ja   | Gem.Kennz.: 70818 |
| Kaisers            |      | 71    | 74,50  | 1        | Reutte         | Oberes Lechtal      | Gemeinde        | ja   | Gem.Kennz.: 70819 |
| Lechaschau         |      | 2.074 | 6,11   | 339      | Reutte         | Reuttener Talkessel | Gemeinde        | ja   | Gem.Kennz.: 70820 |
| Lermoos            |      | 1.155 | 56,45  | 20       | Reutte         | Zwischentoren       | Gemeinde        | ja   | Gem.Kennz.: 70821 |
| Musau              |      | 382   | 20,66  | 18       | Reutte         | Reuttener Talkessel | Gemeinde        | ja   | Gem.Kennz.: 70822 |
| Namlos             |      | 54    | 28,76  | 1,9      | Reutte         | Oberes Lechtal      | Gemeinde        | ja   | Gem.Kennz.: 70823 |
| Nesselwängle       |      | 465   | 23,02  | 20       | Reutte         | Tannheimer Tal      | Gemeinde        | ja   | Gem.Kennz.: 70824 |
| Pfafflar           |      | 93    | 33,63  | 2,8      | Reutte         | Oberes Lechtal      | Gemeinde        | ja   | Gem.Kennz.: 70825 |
| Pflach             |      | 1.665 | 13,83  | 120      | Reutte         | Reuttener Talkessel | Gemeinde        | ja   | Gem.Kennz.: 70826 |
| Pinswang           |      | 424   | 9,47   | 45       | Reutte         | Reuttener Talkessel | Gemeinde        | ja   | Gem.Kennz.: 70827 |
| Reutte             |      | 7.308 | 100,86 | 72       | Reutte         | Reuttener Talkessel | Stadt- gemeinde | ja   | Gem.Kennz.: 70828 |
| Schattwald         |      | 465   | 16,14  | 29       | Reutte         | Tannheimer Tal      | Gemeinde        | ja   | Gem.Kennz.: 70829 |
| Stanzach           |      | 515   | 31,85  | 16       | Reutte         | Oberes Lechtal      | Gemeinde        | ja   | Gem.Kennz.: 70830 |
| Steeg              |      | 643   | 68,00  | 9,5      | Reutte         | Oberes Lechtal      | Gemeinde        | ja   | Gem.Kennz.: 70831 |
| Tannheim           |      | 1.171 | 51,31  | 23       | Reutte         | Tannheimer Tal      | Gemeinde        | ja   | Gem.Kennz.: 70832 |
| Vils               |      | 1.517 | 30,75  | 49       | Reutte         | Reuttener Talkessel | Stadt- gemeinde | ja   | Gem.Kennz.: 70833 |
| Vorderhornbach     |      | 279   | 17,28  | 16       | Reutte         | Oberes Lechtal      | Gemeinde        | ja   | Gem.Kennz.: 70834 |
| Wängle             |      | 999   | 9,35   | 107      | Reutte         | Reuttener Talkessel | Gemeinde        | ja   | Gem.Kennz.: 70835 |
| Weißenbach am Lech |      | 1.253 | 81,85  | 15       | Reutte         | Reuttener Talkessel | Gemeinde        | ja   | Gem.Kennz.: 70836 |
| Zöblen             |      | 239   | 8,77   | 27       | Reutte         | Tannheimer Tal      | Gemeinde        | ja   | Gem.Kennz.: 70837 |

## Belege
1. ↑  Karl Finsterwalder: Die Ortsnamen im Außerfern. In: H. M. Ölberg, N. Grass: Tiroler Ortsnamenkunde – Gesammelte Aufsätze und Arbeiten. Band 3, Wagner, Innsbruck 1995, S. 1197–1210.
2. ↑  Gisela Müller: Regionale Verkehrskonzepte – Tourismuslenkung am Beispiel der Außerfernbahn. (PDF) In: Laufener Seminarbeiträge 3/1999 - Tourismus grenzüberschreitend. Bayerische Akademie für Naturschutz und Landschaftspflege, abgerufen am 18. August 2023.
3. ↑  Martin Bitschnau, Hannes Obermair: Tiroler Urkundenbuch, II. Abteilung: Die Urkunden zur Geschichte des Inn-, Eisack- und Pustertals. Band 1: Bis zum Jahr 1140. Universitätsverlag Wagner, Innsbruck 2009, ISBN 978-3-7030-0469-8, S. 206, Nr. 228.
4. ↑  DER TOURISMUS IM WINTER 2017/2018. (PDF) Abgerufen am 19. April 2019.
5. ↑  Ehrentafel. Abgerufen am 27. Oktober 2021.
6. ↑  Sportverein Squash | Squash Club Red Bull Reutte | Österreich. Abgerufen am 27. Oktober 2021.
7. ↑  Reutte ist Stadt: Der 4. Mai 2024 ist ein Tag für die Geschichtsbücher. 7. Mai 2024, abgerufen am 24. Mai 2024.
8. ↑  RIS - LGBLA_TI_20240503_20 - Landesgesetzblatt authentisch für Tirol. Abgerufen am 24. Mai 2024.
9. ↑  Statistik Austria – Bevölkerung zu Jahresbeginn nach administrativen Gebietseinheiten (Bundesländer, NUTS-Regionen, Bezirke, Gemeinden) seit 2002 (ODS)

Koordinaten: 47° 29′ N, 10° 43′ O